# 자궁선근증
자궁선근증(子宮腺筋症, adenomyosis)은 자궁근층 내에 비정상적인 자궁내막 조직이 발견되는 부인과학 질병을 말한다. 이와는 반대로, 자궁내막 조직이 완전하게 자궁 바깥에 노출되어 있을 경우 자궁내막증이라 부르며, 양상은 비슷하지만 의학적으로는 구별된다.

## 증상
증상은 다음과 같다:
- 만성 골반통 (77%)
- 과다월경 (40~60%)
- 기능성 자궁출혈
- 생리통 (15~30%)
- 성교통 (7%)
- 중압감
- 방광압

자궁선근증의 임상학적 징후는 다음과 같다:
- 자궁과형성(30%)
- 불임 또는 생식 능력 저하(11~12%)

자궁선근증이 있는 여성은 다른 질병들이 함께 있을 가능성이 있으며 다음을 포함한다:
- 자궁근종 (50%)
- 자궁내막증 (11%)
- 자궁내막 용종 (7%)

## 병인
자궁선근증의 병인은 알려져 있지 않다. 자궁선근증의 병변 또한 분명하지 않다.

## 치료
자궁선근증은 자궁적출술을 통해서만 치료가 가능하다.

### 약물
- NSAID